# مدرهای تیازیدی

کلرتیازید

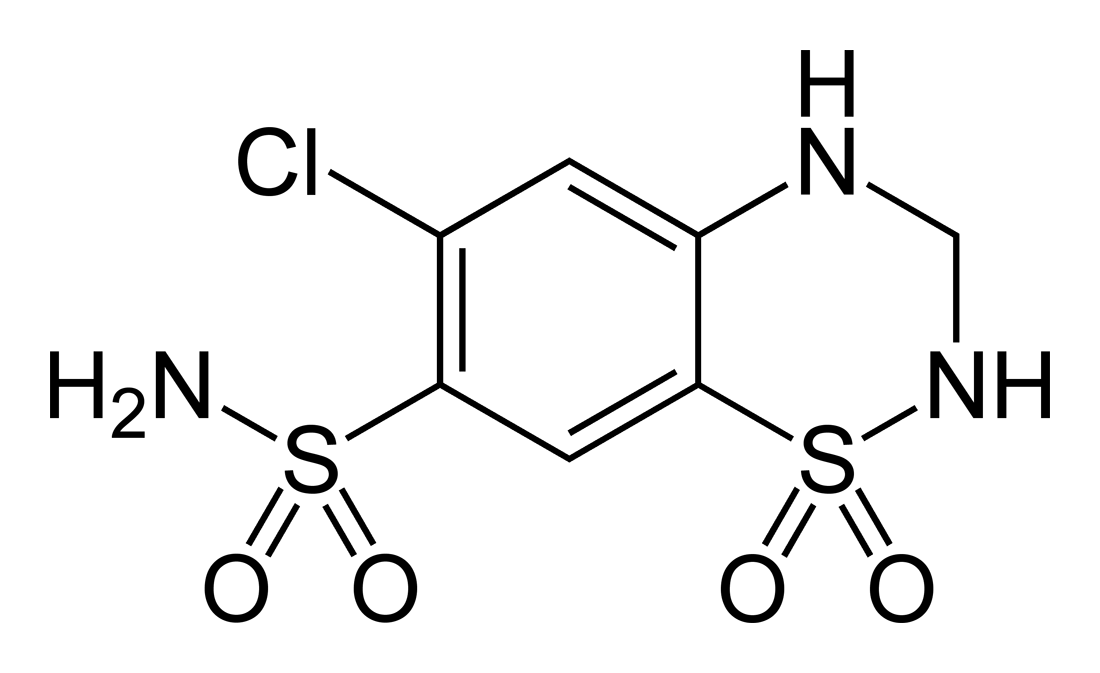
هیدروکلرتیازید

دیورتیک‌های تیازیدی (Thiazide) مانند هیدروکلرتیازید و کلرتالیدون در درمان فشار خون بالا استفاده می شوند.

## مکانیسم
دیورتیک‌های تیازیدی با مهار هم انتقالی سدیم-کلر در  ابتدای توبول دیستال موجب افزایش دفع سدیم و نهایتاً افزایش ترشح ادرار می‌شوند. افزایش دفع ادرار با کاهش در حجم پلاسما، برون ده قلبی را کاهش داده و در نتیجه فشار خون کاهش می‌یابد. با این وجود، درمان پیوسته و مداوم حجم پلاسما را به سطح قبل از درمان برمی‌گرداند و کاهش به وجود آمده در مقاومت عروق محیطی مسئول اثرات ضد فشار خون طولانی مدت است.

## کاربردها
متداول‌ترین مورد مصرف دیورتیک‌های تیازیدی درمان فشار خون بالاست و در بسیاری از کتابها این داروها از اولین داروهای درمان فشارخون اولیه هستند.
البته در ادم و آسیت ناشی از سیروز کبدی و برخی از سایر موارد ادم نیز این داروها کاربرد دارند.
این گروه از داروها با کاهش سطح کلسیم ادرار موجب کاهش تشکیل سنگ‌های کلسیمی در کلیه می‌شوند لذا در این گروه از بیماران نیز کاربرد دارند.

## عوارض جانبی
مهمترین عاضه جانبی این دیورتیکها هیپوکالمی است لذا بسیاری اوقات این دیورتیکها در ترکیب با دیورتیک‌های نگهدارنده پتاسیم تجویز می‌شوند، در نتیجه غلظت پتاسیم خارج سلولی زیاد می‌شود مانند تریامترن اچ. این داروها با کاهش دفع اسیداوریک ادرار موجب هایپراوریسمی می‌شوند لذا در بیماران نقرسی توصیه نمی‌شوند. تیازیدها موجب هایپرگلیسمی و هایپرلیپیدمی نیز می‌شوند.